# 流山運転免許センター

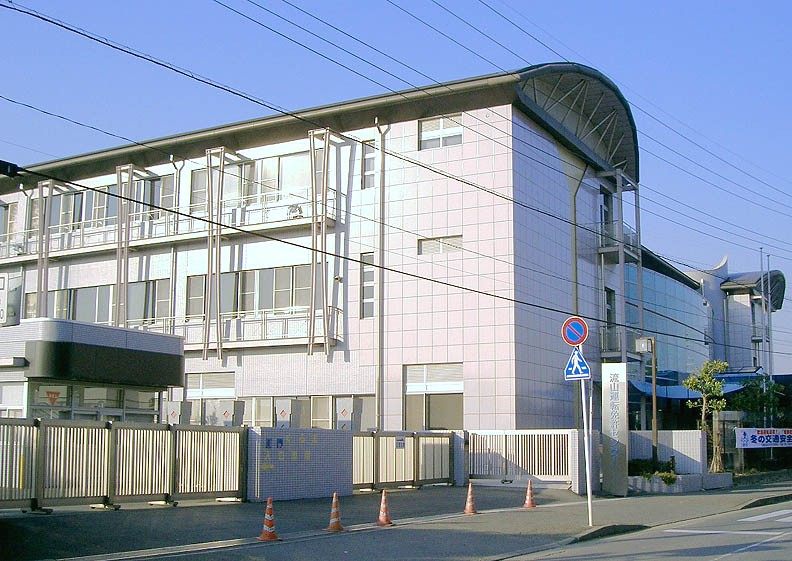
流山運転免許センター

流山運転免許センター（ながれやまうんてんめんきょセンター）は、千葉県警察が管理する運転免許センターである。1999年4月開設。

## 概要
1999年の開設までは、千葉県内の運転免許交付については、千葉市美浜区幕張の千葉運転免許センター（以下本稿では、千葉運転免許センターの愛称である「幕張」と略する）ならびに千葉県内の各警察署のみで行っていた。
通常は学科試験のみの取扱いである（指定教習所を卒業し技能試験が免除される場合、原付や小型特殊の学科のみの試験）。そのため、技能試験（いわゆる一発試験）は、幕張で受験する必要がある。また免許更新等の諸手続きは、幕張と同様に行うことができる（ただし、一部の特殊対応は幕張のみ扱う）。
流山では、例として以下の対応ができないため、基本的に幕張で扱う。
- 技能試験（一発試験）
- 外国免許からの切り替え
- 免許更新で、以下のケースの場合
  - 優良運転者以外で、日曜に即日交付希望（流山では日曜に優良運転者以外の講習自体を行っていない。初回更新者講習も日曜は行わない。）
- 免許失効時の手続きは流山で可能だが、仮運転免許の発行を伴うものは流山では不可

## 所在地
千葉県流山市前ケ崎217番地

## アクセス
最寄り駅と呼べるような駅はなく、バスもしくは自家用車によるアクセスとなる。ただし、バスについても柏駅発着以外は1日数本から多くて20本程度と運転本数が少ない。最も多いのは、柏駅西口発着の便である（日中は1時間に3,4本）。
東日本旅客鉄道（JR東日本）常磐線・東武野田線「柏駅西口」から
- 東武バス[柏06][柏16]「免許センター」行きバス「免許センター」下車
- 東武バス[柏06]「流山駅東口」行きバス「富士見橋」下車、徒歩約5分

JR東日本常磐線（各駅停車）「南柏駅」西口から
- 東武バス[西柏08]「南流山駅」「免許センター」行きバス「免許センター」下車

JR東日本常磐線（各駅停車）「北小金駅」南口から
- 京成バス［10]「幸田循環」行きバス「配水場前」下車、徒歩約7分

JR東日本武蔵野線・首都圏新都市鉄道（つくばエクスプレス）「南流山駅」東口から
- 東武バス[西柏08]「南柏駅西口」行きバス「免許センター」下車、同「免許センター南」行きバス「免許センター南」下車

流鉄流山線（旧称：総武流山電鉄総武流山線）「流山駅」東口、つくばエクスプレス「流山セントラルパーク駅」西口から
- 東武バス[柏06]「柏駅西口」行きバス「富士見橋」下車、徒歩約5分

流山おおたかの森駅・豊四季駅から流山ぐりーんバスでのアクセスも可能ではあるが、最寄りバス停からでも徒歩15分以上かかり、上記と比較しアクセスには適さない（2013年6月2日までは「野々下・八木南団地循環ルート」の「八木南団地」など、2013年6月3日からは「松ヶ丘・野々下ルート」の「名都借交差点」などから）。

## 本免学科試験
開庁日の午前8時30分より受付開始。午前9時に試験開始。

## 周辺施設
- 千葉県立特別支援学校流山高等学園第2キャンパス（旧：千葉県立流山東高等学校）